# Gustav Bruch (Brauereibesitzer)
Gustav Samuel Daniel Bruch (* 12. Januar 1822 in Saarbrücken-St. Johann; † 7. Juli 1899 ebenda) war ein deutscher Brauereibesitzer und Politiker.

## Leben

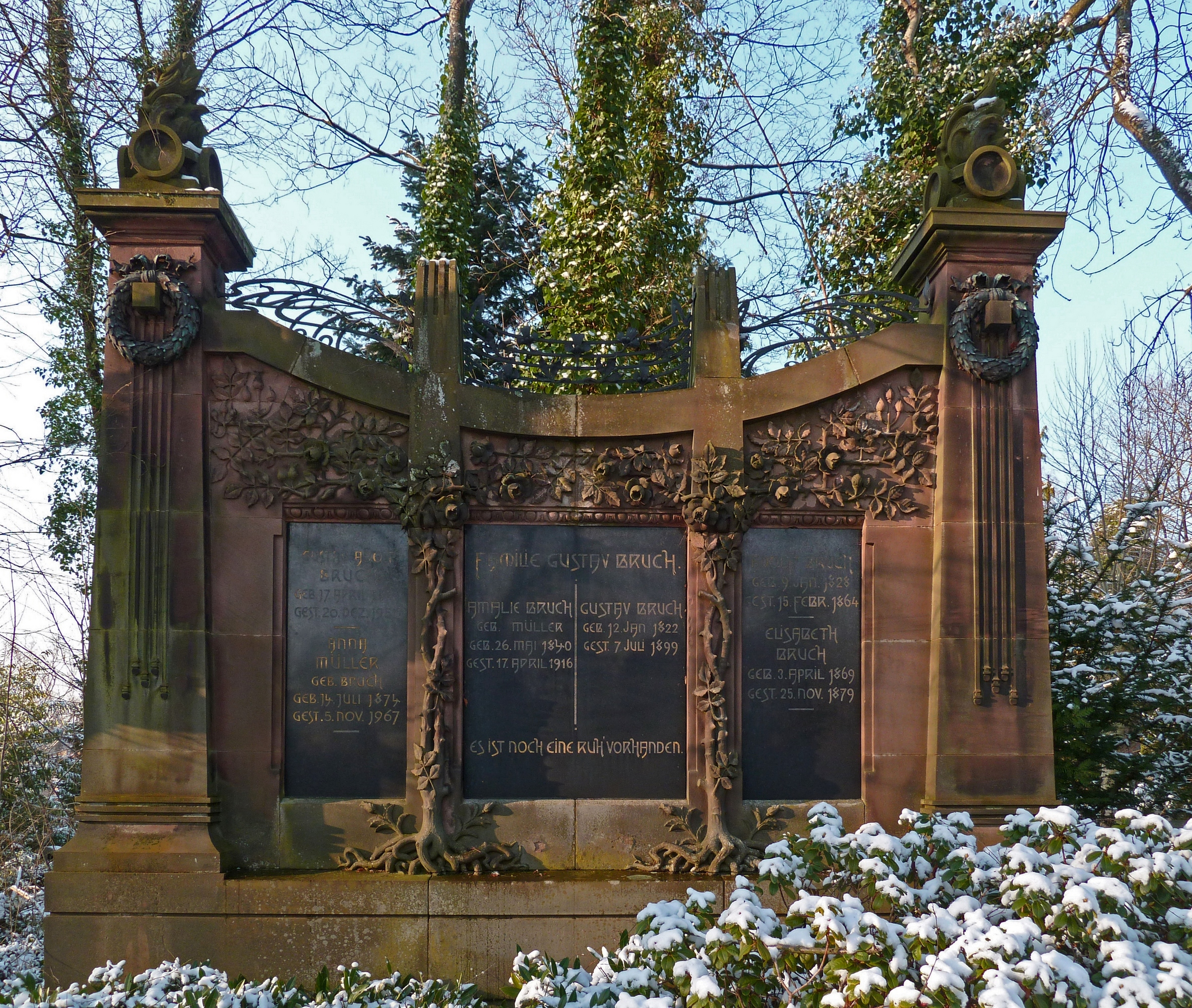
Die Grabstätte der Familie Gustav Bruch auf dem Friedhof St. Johann in Saarbrücken

Gustav Bruch gehörte einer alten Saarbrücker Familie an. Er besuchte das Gymnasium und die Realschule in Saarbrücken und war später als Kommunalpolitiker und Besitzer der Brauerei Bruch in Saarbrücken tätig. Von 1870 bis 1887 war Bruch Beigeordneter der Stadt Saarbrücken. Er wurde Ehrenbürger der Stadt Saarbrücken. In Saarbrücken ist die Gustav-Bruch-Straße nach ihm benannt.
Von 1867 bis 1869 war er Abgeordneter des Wahlkreises Trier 5 (Saarbrücken) im Reichstag des Norddeutschen Bundes. Hierdurch war er von 1868 bis 1869 auch Mitglied des Zollparlaments. Er gehörte der Nationalliberalen Partei an.